# Jenaer Sinfonie
Die sogenannte Jenaer Sinfonie in C-Dur ist eine Sinfonie von Friedrich Witt (1770–1836).

## Geschichte(Fund und Zuschreibung)
Die Jenaer Sinfonie wurde 1909 von dem Musikwissenschaftler und Theologen Fritz Stein in der Jenaer Universitätsbibliothek entdeckt und 1911 von Breitkopf & Härtel als Druck veröffentlicht. Stein schrieb sie zunächst dem jungen Beethoven zu, da auf einem der gefundenen Notenblätter für die Stimme der zweiten Violine par Louis van Beethoven zu lesen ist. Diese Annahme wurde durch eine Äußerung Beethovens gestützt, er habe sich einmal an einer Sinfonie in C-Dur nach dem Vorbild der Sinfonie Nr. 97 von Joseph Haydn versucht. Zudem zeigt die in Jena gefundene Sinfonie tatsächlich Ähnlichkeiten mit jenem Werk Haydns.
Ein halbes Jahrhundert lang wurde sie in der Folge unter Beethovens Namen gespielt. Max Reger arrangierte die Sinfonie für Klavier zu vier Händen. Die Musikwissenschaft beschäftigte sich kritisch mit dem Werk. Umstritten war, ob das Werk von Beethoven stamme. Dem Werk wurde hohe Qualität zuerkannt.
Erst 1968 gelang es H. C. Robbins Landon nachzuweisen, dass die Sinfonie ein Werk Friedrich Witts ist, als er eine weitere Kopie der Sinfonie in den Archiven von Stift Göttweig fand, die von Witt eigenhändig signiert ist.
Seit offenkundig ist, dass die Sinfonie nicht von Beethoven stammt, wird sie seltener aufgeführt.

## Analyse
- 1. Satz: Adagio – Allegro vivace
- 2. Satz: Adagio cantabile
- 3. Satz: Menuetto maestoso
- 4. Satz: Allegro

Orchesterbesetzung: 1 Flöte, 2 Oboen, 2 Fagotte, 2 Hörner in C, 2 Trompeten in C, Pauken (C und G), Streicher.
Der erste Satz beginnt mit einer 20-taktigen Adagio-Einleitung, das darauffolgende Allegro vivace in Sonatenhauptsatzform folgt mit einer zumeist dreitaktigen Themengruppe und einem tänzerischen zweiten Thema. Die Exposition wird wiederholt. Die Durchführung endet nach nur 30 Takten mit einem Crescendo und führt direkt in die Reprise.
Der zweite Satz in F-Dur steht im Mittelteil in f-Moll. Die Pauken werden auch in diesem Satz verwendet, deren Stimmung in C und G bleibt für alle Sätze gleich.
Der dritte Satz ist ein Menuett mit Trio.
Der vierte Satz beginnt piano. Die Stimmführung der Bläserstimmen in diesem Satz ließ die Wissenschaftler vor Robbins Landons Entdeckung glauben, dass das Werk tatsächlich von Beethoven geschrieben wurde.

## Aufnahmen
- Münchner Philharmoniker, Leitung: Robert Heger. Mercury Records, 1951.
- Rundfunk-Sinfonieorchester Leipzig, Leitung: Rolf Kleinert. Urania, 1956.
- Sächsische Staatskapelle Dresden, Leitung: Franz Konwitschny. Deutsche Grammophon (LPE 17077), 1956.
- London Mozart Players, Leitung: Matthias Bamert. BBC Music Magazine, 1995.[1]
- Jenaer Philharmonie, Leitung: A. S. Weiser. Pool Classic (Schimmelpfennig & Friends), 2002.
- Sinfonia Finlandia Jyväskylä, Leitung: Patrick Gallois. Naxos, 2008.